# Olympus E-510
Olympus E-510 (Olympus EVOLT E-510) – lustrzanka cyfrowa produkowana przez japońską firmę Olympus. Po raz pierwszy został zaprezentowany w marcu 2007 roku. E-510 jest aparatem cyfrowym systemu Cztery Trzecie (4/3) i jest kompatybilny ze wszystkimi obiektywami tego standardu.